# Balfron Tower
Balfron Tower est un immeuble de grande hauteur situé à Poplar dans le borough londonien de Tower Hamlets, à Londres.
Œuvre de l'architecte Ernő Goldfinger à la demande du Greater London Council, il a été construit entre 1965 et 1967 et a reçu en 1996 le statut de bâtiment classé de Grade II*.
De style brutaliste, il est proche dans sa conception de la Trellick Tower et de la Glenkerry House proche, également de Goldfinger.

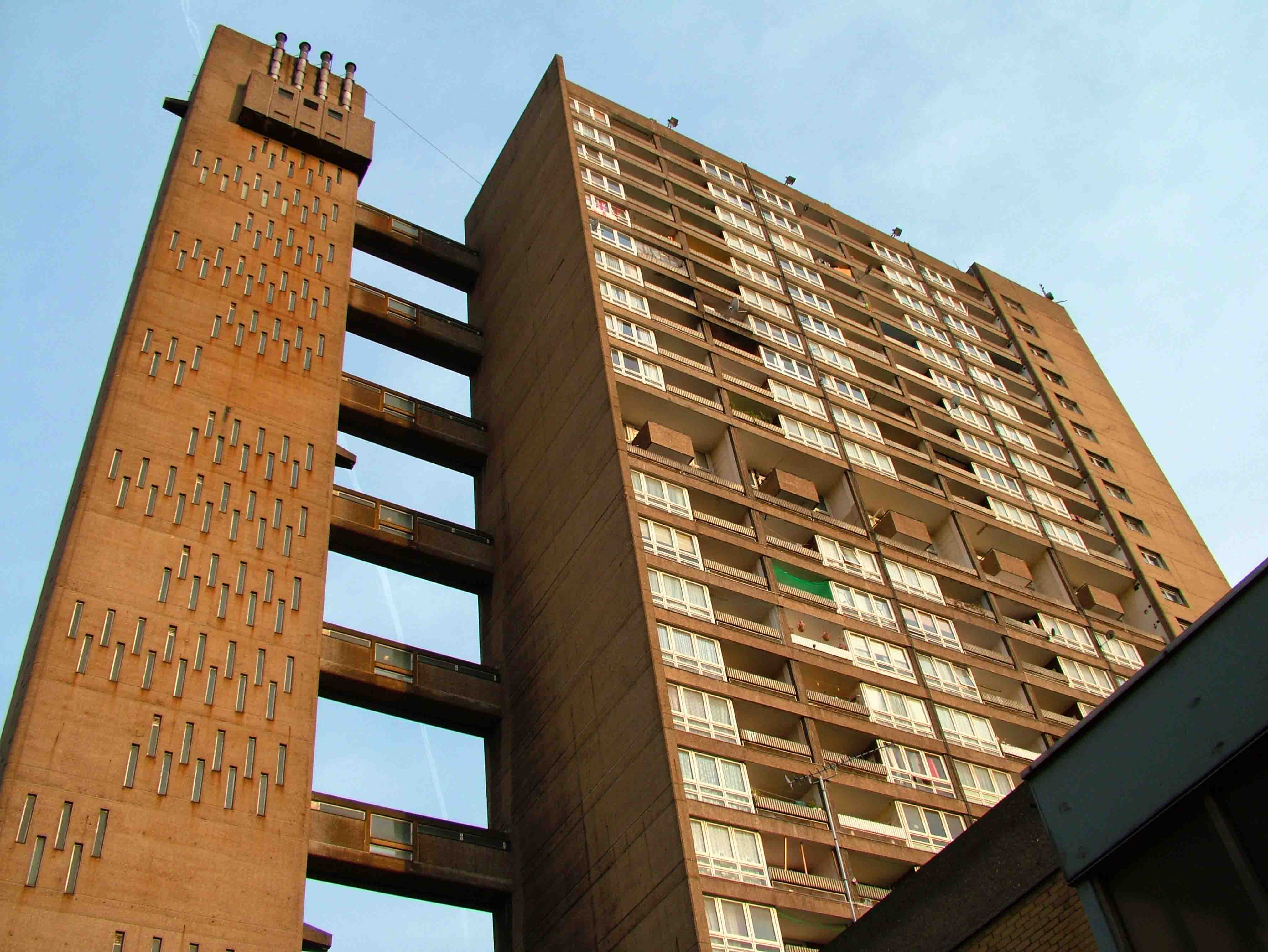
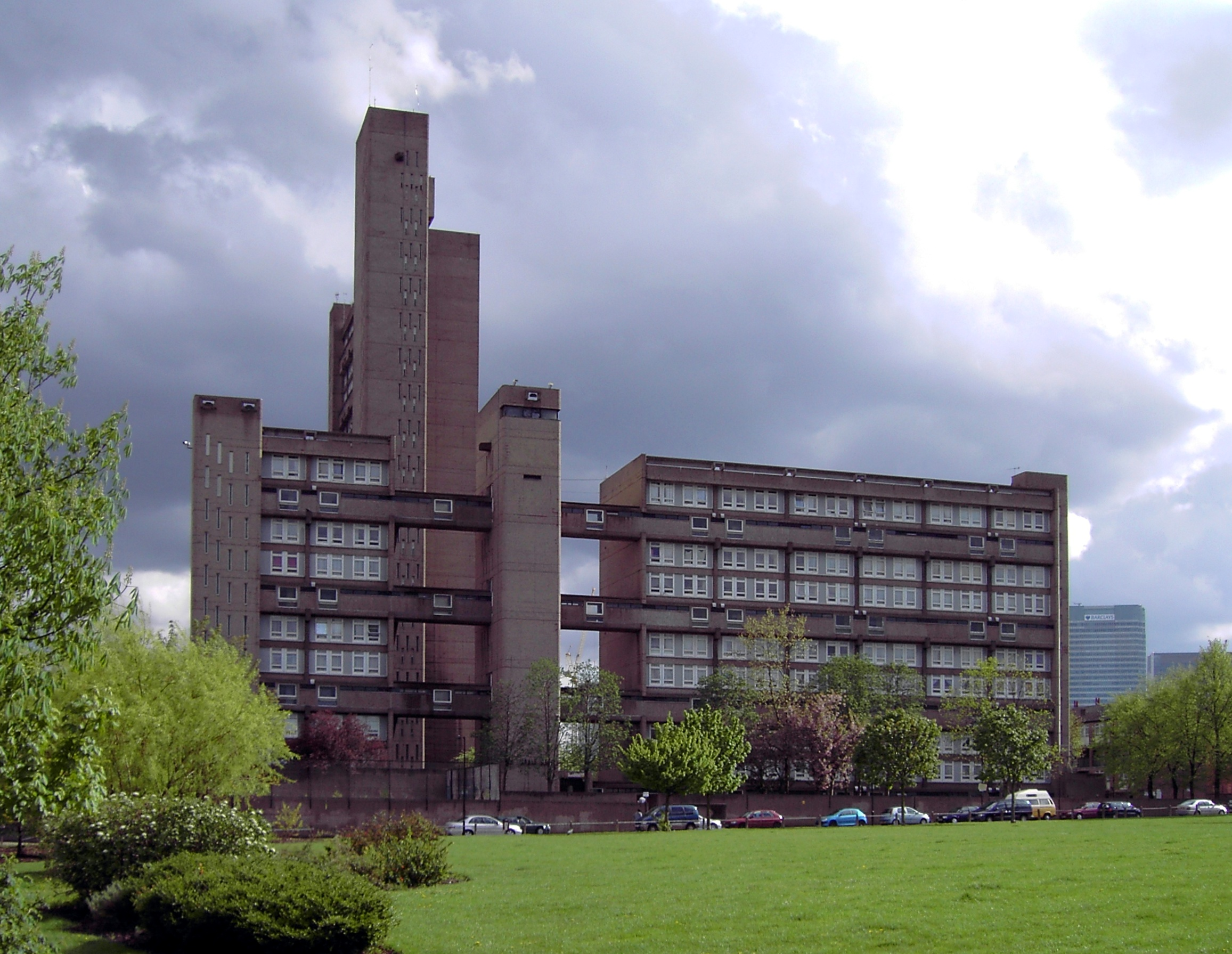
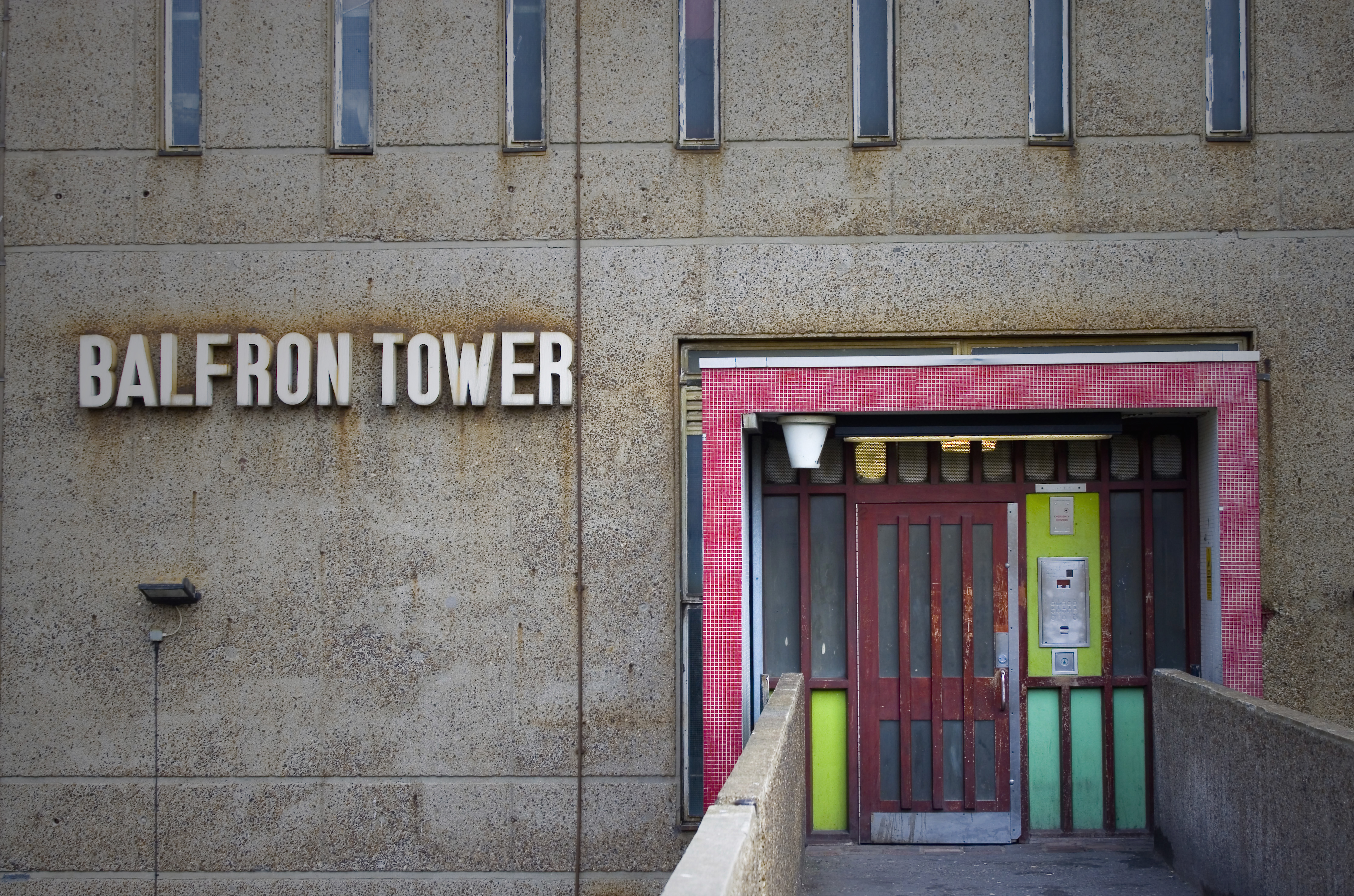
Entrée.
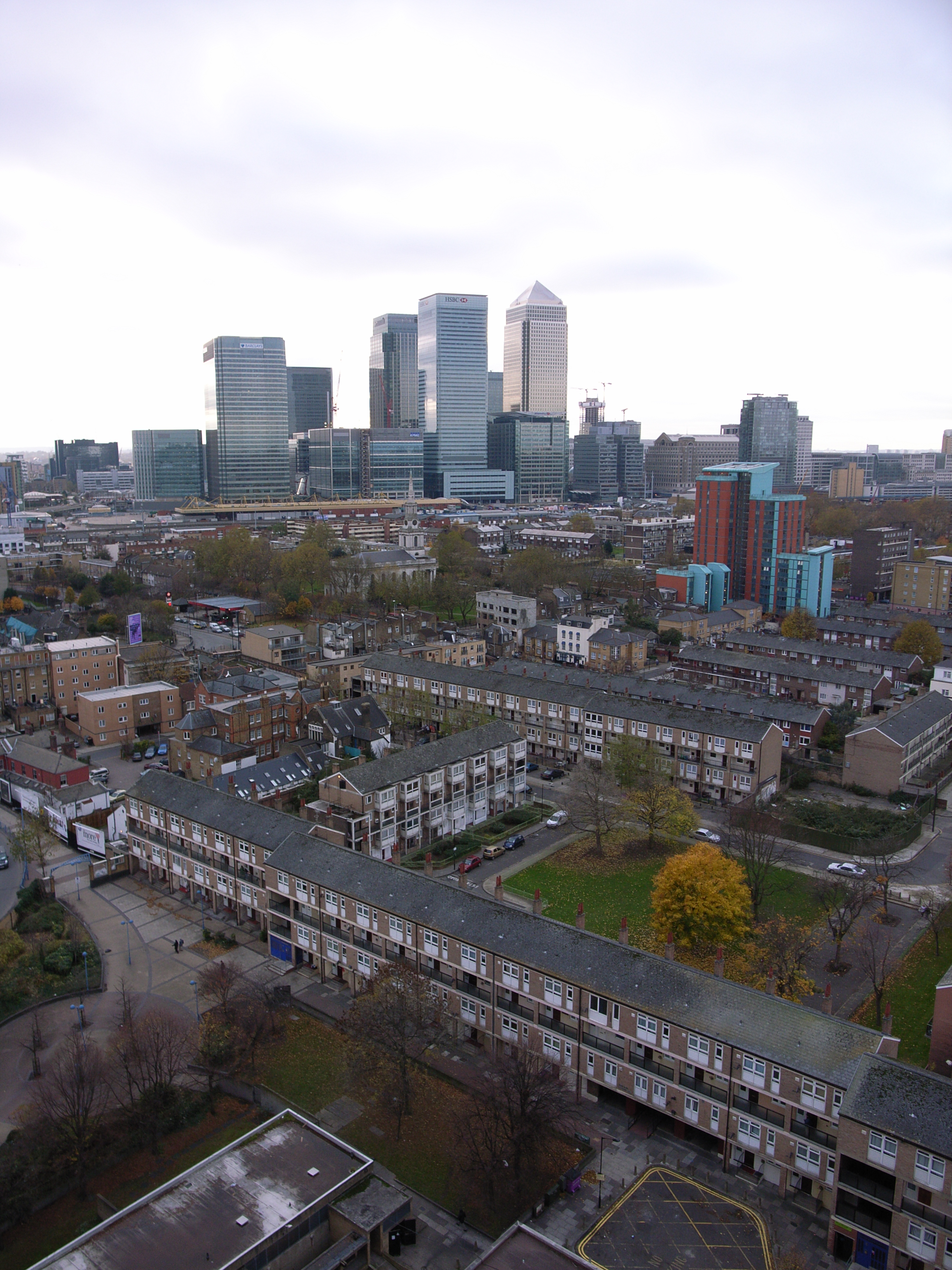
Vue depuis la tour.